# Svijaga
La Svijaga (in russo Свияга?; in tataro: Зөя, Zöya; in ciuvascio: Сĕве, Sĕve; in mari: Сӱйэ, Süjė) è un fiume della Russia europea centrale (oblast' di Ul'janovsk e Repubblica Autonoma del Tatarstan), affluente di destra del Volga.
Nasce dal versante orientale delle alture del Volga, Kuzovatovskij rajon, da tre sorgenti, scorrendo con direzione settentrionale con un corso parallelo a quello del Volga dal quale si mantiene a breve distanza e attraversa Ul'janovsk. Sfocia nel Volga in un punto interessato dalle acque del bacino di Samara, in una sezione che prende il nome di golfo della Svijaga. I suoi maggiori affluenti sono: Kubnja, Bula e Karla tutti provenienti dalla sinistra idrografica.
Il fiume è gelato in media da fine novembre-primi di dicembre ad aprile-primi di maggio.